# Solvabilitätsspanne
Die Solvabilitätsspanne war ein Begriff aus dem Versicherungswesen, der in der Regulierung von Versicherern in der Europäischen Union lange Zeit maßgeblich war. Mit der Einführung von Solvency II sind 2016 in der EU die nachfolgend beschriebenen Solvabilitätstests durch Methoden weitgehend abgelöst worden, welche die tatsächlich zu Grunde liegenden Risiken messen. Für kleinere Versicherungen und Einrichtungen der Betrieblichen Altersversorgung (z. B. Pensionskassen oder Sterbekassen) gelten die Regelungen weiterhin, wenngleich unter anderer Begrifflichkeit.

## Hintergrund
Gesetzliche Vorschriften bezüglich der Eigenkapitalausstattung erstrecken sich für Nichtbanken lediglich auf das Mindestkapital bei Kapitalgesellschaften (Grundkapital, Stammkapital). Aufgrund der grundsätzlichen Bedeutung von Versicherungsunternehmen und der Besonderheit des Geschäftsmodells gibt es hier jedoch darüber hinausgehende regulatorische Vorschriften, die sukzessive weiterentwickelt und insbesondere europaweit vereinheitlicht wurden.
Die Solvabilitätsspanne war ein Soll- oder Mindestbetrag für die Eigenmittel, die ein Versicherer oder eine Einrichtung der Betrieblichen Altersversorgung zur Wahrung der Belange der Versicherungsnehmer haben muss. Sie ist ein Baustein der Solvabilität, die Überwachung steht im Rahmen der Finanzaufsicht im Vordergrund. Entsprechend sind Nachweise über die Berechnungen der Solvabilitätsspanne zentraler Teil der Berichtspflichten gegenüber den nationalen Aufsichtsbehörden. Im Zuge der Vereinheitlichung des europaweit geltenden Solvenzregimes wurden für Schaden- bzw. Lebensversicherungen die Anforderungen sukzessive ausgebaut, dabei wurde das Vorgehen 2016 durch die Einführung von Solvency II grundlegend reformiert und die Solvabilitätsspanne als Kennzahl weitgehend abgelöst. Aufgrund größenabhängiger Vereinfachungen kann die Methodik zur Bestimmung der Solvabilitätsspanne für kleinere Versicherer weiter Anwendung finden. Ebenso gilt die Methodik für Pensionskassen und -fonds. Insgesamt wird jedoch gesetzlich von der Solvabilitätskapitalanforderung gesprochen, vgl. §213, §234g  bzw. §238 VAG.
Eigenmittel sind – vereinfacht dargestellt – ein Kapital-Puffer, der extreme, über die Beitragseinnahmen hinausgehende Schäden absichern soll. Die Höhe der Solvabilitätsspanne bestimmte sich in Deutschland nach der Verordnung über die Kapitalausstattung von Versicherungsunternehmen (KapAusstV). In der Schweiz ist Art. 9 des Versicherungsaufsichtsgesetzes (VAG) maßgebend, welcher die Pflicht zur Einhaltung einer Solvabilitätsspanne statuiert und die Regelung der Einzelheiten an Bundesrat und FINMA überträgt.

## Schadenversicherungen
Vor Einführung der Solvabilitätskapitalanforderung (SCR) mit Solvency II ergab sich die Solvabilitätsspanne für die Schadenversicherung aus dem Maximum zweier Indizes, wobei bei der Bewertung der jeweils höhere Index galt:
1. Beitragsindex
2. Schadenindex

Das Ergebnis wurde dann Soll-Solvabilität genannt. Zur Durchführung des Solvabilitätstests wurde die Ist-Solvabilität mit der Soll-Solvabilität verglichen. War die Soll-Solvabilität niedriger als die Ist-Solvabilität, galt der Test als bestanden.
Die Berechnung:
1. Beitragsindex (18 % x Bruttoprämien (für Prämienvolumen bis 61,3 Mio. €) + 16 % der Bruttoprämien (für Prämienvolumen über 61,3 Mio. €)) x Selbstbehaltquote (mind. 50 %)
2. Schadenindex (26 % x Bruttoschäden (für Schadenaufwendungen bis 42,9 Mio. €) + 23 % der Bruttoschäden (für Schadenvolumen über 42,9 Mio. €)) x Selbstbehaltquote (mind. 50 %)

Beim Beitragsindex war das Maximum aus gebuchten und verdienten Bruttobeiträgen gemäß handeslrechtlicher Bilanzierung anzusetzen, wobei auf die Beiträge entfallende Steuern, Gebühren sowie Storni des letzten Geschäftsjahres abgezogen werden konnten. Die Selbstbehaltquote ermittelte sich als Schadenbetrag für eigene Rechnung dividiert durch den insgesamt geleisteten Schadenbetrag, d. h. vor Rückversicherung, wobei der Betrag 50 % nicht unterschreiten durfte.
Beim Schadenindex lagen die Summe der Bruttoschadenzahlungen der letzten drei Geschäftsjahre und der Betrag der Brutto-Schadenrückstellung Ende des letzten Geschäftsjahres abzüglich der Summe aus erzielten Erträge aus Regressen und der Brutto-Schadenrückstellung zu Beginn des Bezugszeitraums zugrunde. Dieser Wert wurde gedrittelt, um die durchschnittlichen Schadenaufwendungen während des Bezugszeitraumes zu ermitteln. Analog zum Beitragsindex wurde der Wert mit dem Selbstbehaltsquotienten, mindestens aber mit 50 % multipliziert.

## Lebensversicherungen
Bei Lebensversicherungen wurde die Solvabilitätsspanne vor Solvency II mit 4 % der Deckungsrückstellungen und Bruttobeitragsüberträgen ohne Kostenanteile errechnet + 0,3 % des Risikokapitals. Dieser Wert war mit dem Quotienten aus der Summe aus der Netto-Deckungsrückstellung und Netto-Beitragsüberträgen (dividiert durch die Summe von Brutto-Deckungsrückstellung und Brutto-Beitragsüberträgen) zu multiplizieren, jedoch mindestens mit 85 %. Dabei waren die Beitragsüberträge analog zur handels- und steuerrechtlichen Bilanzierung um Kostenanteile zu vermindern. Für Produkte, bei denen der Kunde das Kapitalanlagerisiko trägt, gab reduzierte sich der auf die Deckungsrückstellung anzuwendende Prozentsatz auf 1 %. Für Einrichtungen der Betrieblichen Altersversorgung gelten die entsprechenden Anforderungen weiterhin. Abschnitt 4 der Verordnung über die Kapitalausstattung von Versicherungsunternehmen regelt hier die Anforderungen inklusive größenabhängiger Erleichterungen insbesondere für Sterbekassen.
Bei Zusatzversicherungen kam als Berechnungsgrundlage die Beitragseinnahme zum Einsatz, die Berechnung erfolgte also wie beim Beitragsindex der Schadenversicherung.